# Kościół Świętego Józefa w Gdyni

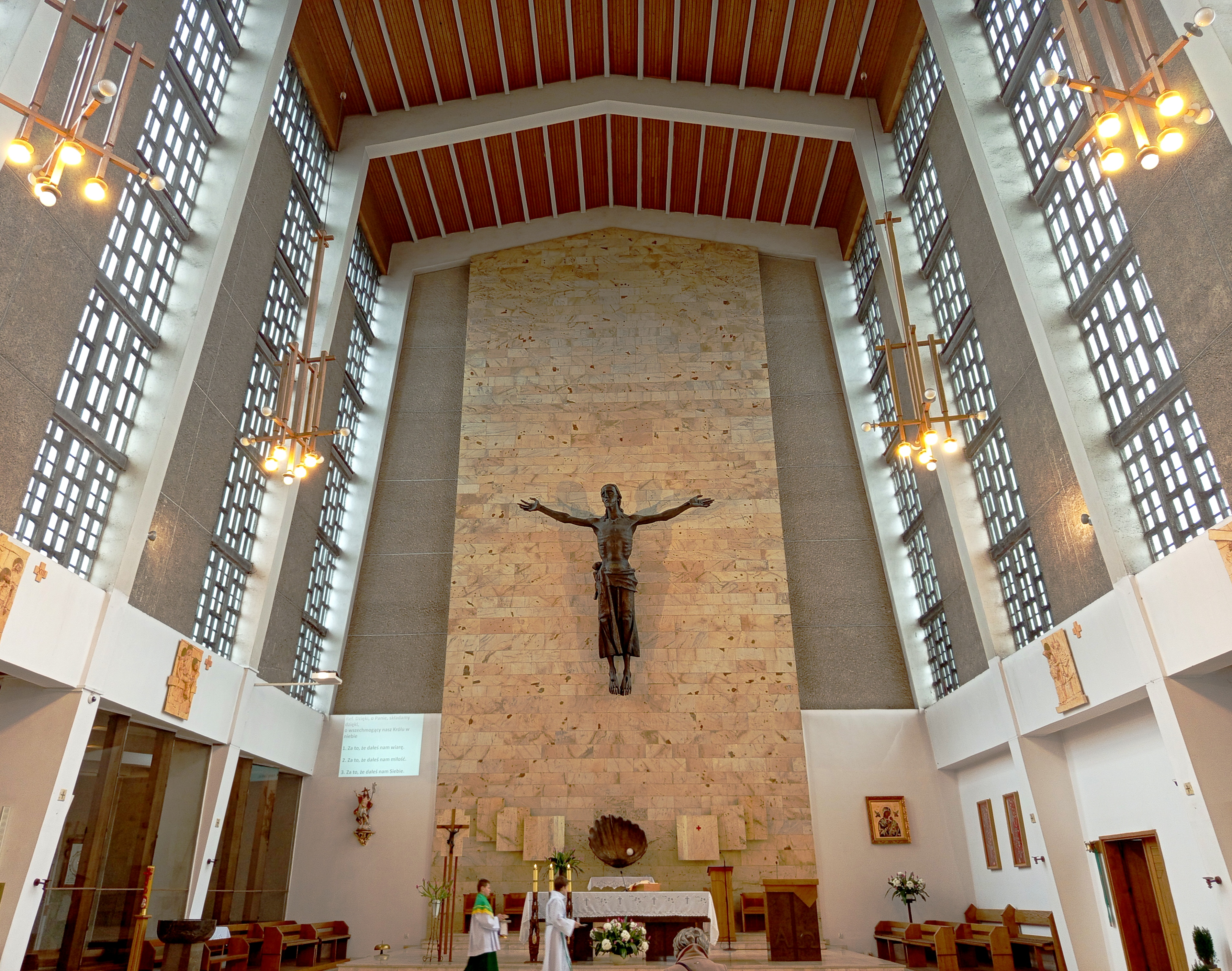
Nawa główna i ołtarz

Kościół św. Józefa w Gdyni – rzymskokatolicki kościół parafialny znajdujący się w Gdyni, w dzielnicy Leszczynki. Należy do dekanatu Gdynia-Chylonia, który zaś należy do archidiecezji gdańskiej.

## Historia[1]
- 12 grudnia 1951 - ustanowienie parafii, która nie była jednak uznana ze strony władz. Księżom zastępującym zakazano odprawiania nabożeństw w tymczasowej kaplicy przy ul. Chylońskiej 20. Wywołało to znaczące rozgoryczenie wśród parafian, którzy powołali Komitet Parafii św. Józefa, który w ich imieniu domagał się cofnięcia krzywdzących decyzji i usunięcia przeszkód w swobodnym wypełnianiu obowiązków religijnych w ramach nowo powołanej parafii[1][2].
- 10 kwietnia 1957 - Urząd do Spraw Wyznań w Warszawie uchylił wcześniejszą decyzję w sprawie erygowania nowej parafii w Gdyni - Leszczynkach.
- 19 maja 1957 - proboszcz nowej parafii, ks. Józef Rotta odprawił pierwsze nabożeństwo w salce parafialnej parafii św. Mikołaja spełniającej rolę tymczasowej kaplicy parafii św. Józefa.
- 9 czerwca 1957 - zatwierdzenie lokalizacji nowego kościoła.
- 14 października 1957 - przy pomocy parafian przystąpiono do rozbiórki baraku, który zakupiono z zamiarem zaadaptowania na tymczasową kaplicę.
- 21 maja 1958 - zatwierdzono projekt kościoła i plebanii autorstwa Leopolda Taraszkiewicza.
- 1959 - rozpoczęto budowę kościoła[2].
- 31 maja 1959 - Biskup Bernard Czapliński odprawił na terenie przyszłej świątyni pierwszą Mszę Świętą, a także poświęcił i wmurował kamień węgielny w ścianę nowego kościoła.
- 11 czerwca 1960 - pierwsze nabożeństwo w nieukończonym kościele dolnym.
- 2 maja 1965 - poświęcenie kościoła dolnego.
- 19 marca 1975 - Biskup Czapliński poświęcił górny kościół.
- Maj 1975 - rozpoczęcie budowy wieży.
- 1979 - ukończenie budowy 47-metrowej wieży.
- Maj 1980 - poświęcono trzy dzwony odlane w ludwisarni Janusza Felczyńskiego w Przemyślu o imionach Józef, Maryja Nieustającej Pomocy i Jan Paweł II[3].
- 1987 - do prezbiterium dobudowano kaplicę św. Anny[1].
- 28 lipca 1990 - poświęcenie ołtarza.
- 19 marca 1995 - świątynię konsekrował abp Tadeusz Gocłowski.